# День национального единства (Грузия)
День национального единства Грузии (День национального единства, гражданского согласия и памяти погибших за родину в Грузии) (груз. ეროვნული ერთიანობის დღე) празднуется 9 апреля. Был объявлен государственным праздником после Тбилисских событий 1989.

## Предыстория
Предложение о выходе Абхазской АССР из состава Грузинской ССР и восстановлении её в статусе союзной республики в марте 1989 года вызвало возмущение среди грузин. Произошли митинги, организованные «неформальными движениями». Митинги прошли в Гали, Леселидзе, Сухуми и в других городах Грузии. 4 апреля во главе с З.Гамсахурдиа, М.Костава, И.Церетели и Г.Чантурией в Тбилиси начался бессрочный митинг и был организован сбор денег для приобретения огнестрельного оружия. На митинге было зачитано и одобрено обращение к президенту и Конгрессу США: 
1. Приурочить одно из заседаний ООН ко Дню суверенной Грузии – 26 мая.
2. Признать 25 февраля 1921 года днём оккупации Грузии большевистскими силами России.

3. Оказать помощь Грузии для выхода из состава Союза, в том числе путём ввода войск НАТО или ООН.
7 апреля в ЦК КПСС была направлена телеграмма с просьбой направить в Тбилиси дополнительные силы МВД и Минобороны. 8 апреля в Тбилиси были переброшены 4-й мотострелковый полк дивизии Дзержинского (650 человек), 345-й полк ВДВ из Кировабада (440 человек), бойцы пермского и воронежского ОМОНов (160 человек) и 450 курсантов Горьковской высшей школы МВД СССР. Грузинская милиция в разгоне митинга не участвовала.
8 апреля на совещании грузинских партийных руководителей и силовиков было принято решение разогнать митинг и председатель Совета министров Грузинской ССР Зураб Чхеидзе издал предписание республиканскому МВД «с привлечением военнослужащих внутренних войск и Советской армии принять меры по удалению митингующих с территории, прилегающей к Дому правительства».

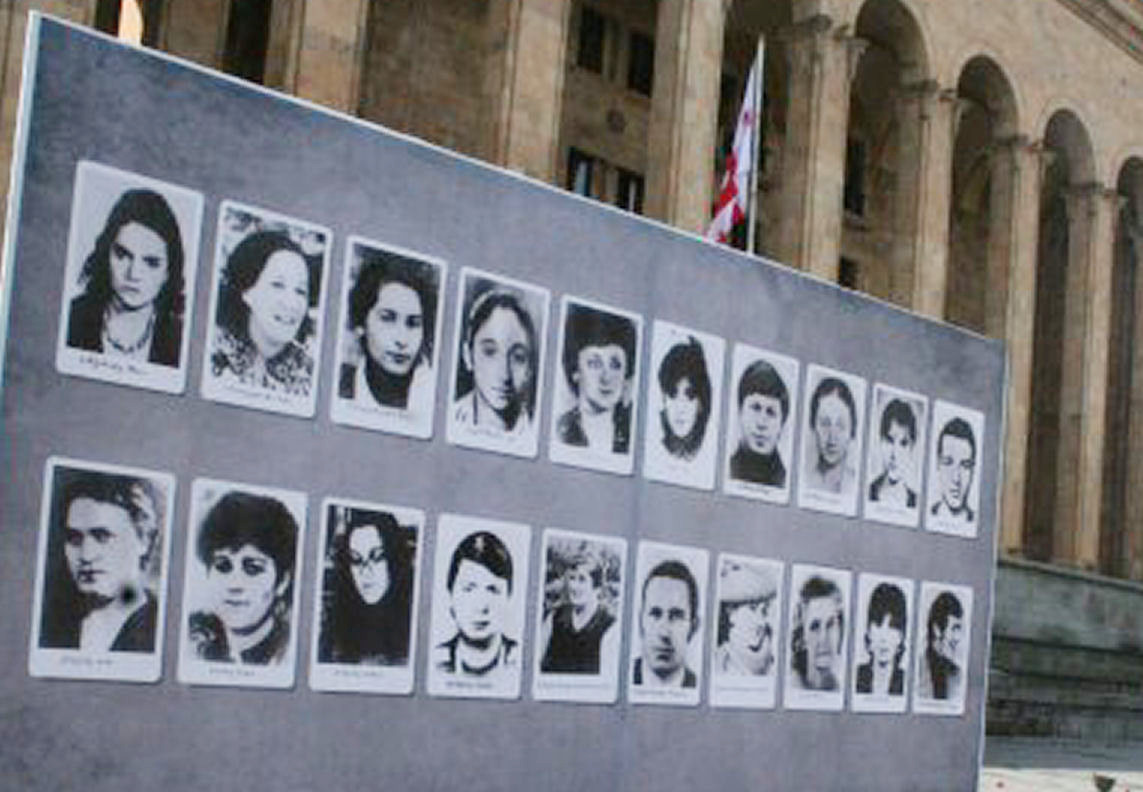
Фото жертв трагедии 9 апреля 1989 года (в основном, женщин) в Тбилиси.

Разгон оппозиционного митинга у Дома правительства ГССР (т.н. Тбилисские события) произошел в ночь на 9 апреля 1989 года силами внутренних войск МВД СССР и Советской армии. Погиб 21 человек и пострадали 290.

### 9 апреля
В ночь с 8 на 9 апреля митинг был оцеплён войсками и милицией. Собралось около 10 тысяч человек. Митингующие построили на улицах баррикады. Ночью к митингующим обратился сперва начальник УВД города Тбилиси Гвенцадзе, а затем Илия II с призывом разойтись. Чуть позже генерал Игорь Родионов приказал начать вытеснение митингующих с площади. По данным комиссии Собчака, вытеснение началось в 04:05 и завершилось в 04:21. Митингующие начали покидать площадь, но многие выходы были перекрыты автотранспортом, баррикадами и пути были резко ограничены, в результате чего возникла паника и массовая давка. В ходе вытеснения демонстрантов 16 участников митинга погибли на месте происшествия, а трое - в период с 10 по 13 апреля.

## Последствия
Был объявлен национальный 40-дневный траур. После событий 9 апреля начался процесс консолидации грузинского общества вокруг идей национальной независимости, восстановления грузинской государственности. В Грузии было объявлено чрезвычайное положение, но демонстрации протеста продолжались. Правительство Грузинской ССР было вынуждено подать в отставку.